# Vizcondado de Manzanera
El vizcondado de Manzanera es un título nobiliario español creado por la reina Isabel II el 19 de abril de 1857 en favor de Isidoro de Hoyos y Rubín de Celis, marqués de Hoyos y de Zornoza.

## Vizcondes de Manzanera

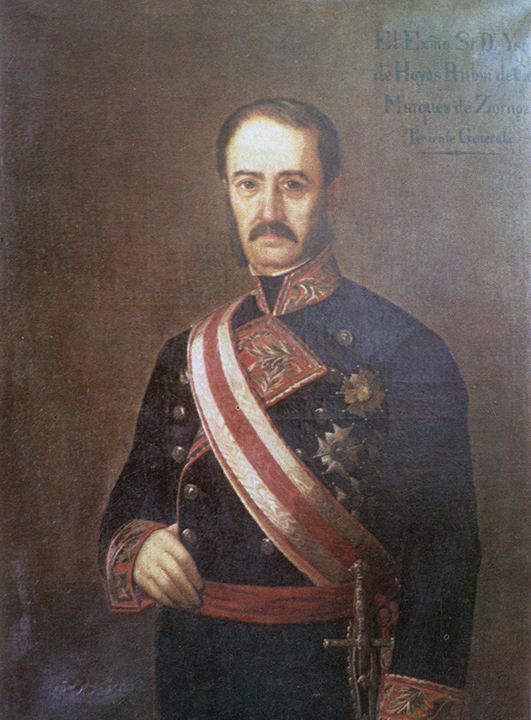
Retrato de Isidoro de Hoyos y Rubín de Celis, I vizconde de Manzanera.

|                        | Titular                              | Periodo                |
| Creación por Isabel II | Creación por Isabel II               | Creación por Isabel II |
| ---------------------- | ------------------------------------ | ---------------------- |
| I                      | Isidoro de Hoyos y Rubín de Celis    | 1857-1876              |
| II                     | Isidoro de Hoyos y de la Torre       | 1859-1897              |
| III                    | José María de Hoyos y Vinent         | 1897-1929              |
| IV                     | Alfonso de Hoyos y Sánchez           | 1929-1972              |
| V                      | Isidoro de Hoyos y Martínez de Irujo | 1972-¿?                |
| VI                     | Carlos de Hoyos Fernández de Córdova | 2013-hoy               |

## Historia de los vizcondes de Manzanera
- Isidoro de Hoyos y Rubín de Celis (Boquerizo, Cantabria, 4 de abril de 1793-Madrid, 3 de septiembre de 1876), I vizconde de Manzanera,  I marqués de Hoyos con grandeza de España, I marqués de Zornoza,  teniente general, ministro de la Guerra y senador por la provincia de Oviedo (1843), director general de la Guardia Civil, caballero laureado de San Fernando, gran cruz de la Orden de San Hermenegildo, de la de Carlos III y de Isabel la Católica.[2] Era hijo del teniente coronel de infantería Bernabé Alonso de Hoyos y Lasso de la Vega y su esposa Florentina Rubín de Celis.[2]

Sin descendientes. El 25 de diciembre de 1859 le sucedió, por cesión, su sobrino, hijo de Hipólito Manuel Cayetano de Hoyos Rubín de Celis Lasso y Cossío, embajador y teniente coronel de Infantería, y su esposa Marcelina María de la Torre y Hortegón:
- Isidoro de Hoyos y de la Torre (Sopeña, Cantabria, 14 de enero de 1838-Madrid, 8 de abril de 1900), II vizconde de Manzanera, II marqués de Hoyos, gentilhombre de cámara con ejercicio y servidumbre (1857), diputado a Cortes —por Chinchón en 1863, por Alcalá de Henares en 1865 y por Infiesto en 1876 y 1879—, ministro plenipotenciario de España en Berna (1875), senador por la provincia de Oviedo (1885 y 1886), vicepresidente del Ateneo de Madrid (1890), senador vitalicio del reino (1891), caballero de la Orden de San Juan, maestrante de Zaragoza y gran cruz de Carlos III, de San Gregorio el Magno, San Esteban de Hungría y de Villaviciosa de Portugal.[4]

El 27 de febrero de 1861 casó con Isabel Vinent y O’Neill, II marquesa de Vinent. El 28 de enero de 1897 le sucedió, por cesión, su hijo:
- José María de Hoyos y Vinent (Madrid, 15 de mayo de 1874-1 de abril de 1959), III vizconde de Manzanera, III marqués de Hoyos, grande de España, III marqués de Zornoza, teniente de artillería (1896) y coronel (1931),[5] edecán del infante Carlos María Isidro —quien fuera esposo de la hermana del rey Alfonso XIII—,[5] senador por derecho propio (1921),[5] comisario regio y presidente de la Asamblea Suprema de la Cruz Roja Española (1923-1931),[6] miembro de la Asamblea Nacional Consultiva de la dictadura de Primo de Rivera (1927-1930),[7] alcalde de Madrid[8] y consejero de Estado (1930), ministro de la Gobernación en el gabinete de Juan Bautista Aznar (1931).[6]

Casó el 8 de diciembre de 1902, en Jerez de la Frontera, con Isabel María de la Concepción Sánchez de Hoces (n. 1875), XI duquesa de Almodóvar del Río, XIV marquesa de Almodóvar del Río, VII marquesa de la Puebla de los Infantes, grande de España, dama de las reinas María Cristina y Victoria Eugenia. El 27 de julio de 1929 le sucedió, por cesión, su hijo:
- Alfonso de Hoyos y Sánchez (Madrid, 5 de mayo de 1906-Madrid, 15 de julio de 1995),[11] IV vizconde de Manzanera, XII duque de Almodóvar del Río, XV marqués de Almodóvar del Río, V marqués de Vinent, IV marqués de Hoyos, IV marqués de Zornoza.[10]

Casó el 4 de junio/julio de 1937, en San Sebastián, con María Victoria Martínez de Irujo y Artázcoz (n. 1912), hija de Pedro Martínez de Irujo y Caro, duque de Sotomayor, y de Ana María  de Artázcoz y Lebayen. El 6 de octubre de 1972, tras solicitud cursada el 17 de enero del mismo año (BOE del 8 de febrero) y orden del 6 de mayo para que se expida la correspondiente carta de sucesión (BOE del 6 de junio), le sucedió, por cesión, su hijo:
- Isidoro de Hoyos y Martínez de Irujo (n. San Sebastián, 19 de octubre de 1940), V vizconde de Manzanera, XIII duque de Almodóvar del Río.[11]

Casó el 22 de febrero de 1974, en Madrid, con María de la Caridad Fernández de Córdova y Cruzat. El 22 de abril de 2013, tras solicitud cursada el 4 de diciembre de 2012 (BOE del día 17 de ese mes) y orden del 25 de febrero de 2013 para que se expida la correspondiente carta de sucesión (BOE del 11 de marzo), le sucedió su hijo:
- Carlos de Hoyos Fernández de Córdova, VI vizconde de Manzanera.